# Erin Jackson
Erin Jackson (ur. 19 września 1992 w Ocali) – amerykańska łyżwiarka szybka i wrotkarka szybka, mistrzyni olimpijska i dwukrotna medalistka mistrzostw świata.
Pierwsza czarnoskóra kobieta, która wywalczyła indywidualnie złoty medal zimowych igrzysk olimpijskich oraz pierwsza Afroamerykanka w olimpijskiej reprezentacji Stanów Zjednoczonych w łyżwiarstwie szybkim.

## Życie prywatne
Wychowała się w Ocali. Obecnie mieszka w West Jordan. Ukończyła licencjat z inżynierii materiałowej na Uniwersytecie Florydy oraz z kinezjologii i informatyki na Salt Lake Community College.

## Kariera
Od 8 roku życia uprawiała wrotkarstwo. W tej dyscyplinie zdobyła dwa srebrne i pięć brązowych medali mistrzostw świata oraz wicemistrzostwo Igrzysk Panamerykańskich 2015.
We wrześniu 2017 rozpoczęła treningi łyżwiarstwa szybkiego. Zaledwie po kilku miesiącach wywalczyła kwalifikację olimpijską na 500 m. W Pjongczangu była 24.
Wysoka forma, którą prezentowała Jackson w 2021, stawiała ją w roli faworytki do miejsca w amerykańskiej drużynie na igrzyska 2022. Jednak w styczniu 2022, podczas decydującego biegu kwalifikacyjnego, Jackson pechowo się potknęła i dojechała na trzecim miejscu. Stany Zjednoczone miały przyznane dwa miejsce na dystanse 500 m kobiet, więc Jackson nie zmieściła się w drużynie. Wówczas Brittany Bowe, która finiszowała przed nią i miała już wywalczone kwalifikacje na innych dystansach, zrezygnowała z miejsca na rzecz Jackson (później Amerykanie otrzymali również trzecie miejsce i Bowe ostatecznie wystąpiła w biegu na 500 m). Jackson wystartowała również w amerykańskich kwalifikacjach na 1000 m i 1500 m, zajmując odpowiednio 3. i 6. miejsca i nie uzyskując przepustki do Pekinu. Na igrzyskach w Pekinie Jackson wystartowała na swym koronnym dystansie 500 m, wygrywając zawody z rekordem toru.

## Wyniki (łyżwiarstwo szybkie)

### Igrzyska olimpijskie
| Rok  | Gospodarz  | 500 m |
| ---- | ---------- | ----- |
| 2018 | Pjongczang | 24    |
| 2022 | Pekin      | 01 !  |

### Mistrzostwa świata na dystansach
| Rok  | Gospodarz      | 500 m |
| ---- | -------------- | ----- |
| 2019 | Inzell         | 15    |
| 2020 | Salt Lake City | 7     |